# Tangi Miller
Nascida e criada em Miami (Flórida), Tangi começou a atuar em peças do colégio, quando estava no segundo grau, mas resolveu fazer Marketing na Universidade Alabama State. Quando percebeu que dedicava todo o seu tempo livre para o teatro, decidiu seguir a carreira de atriz depois de se formar.
Se tornou famosa na TV pela sua atuação na série Felicity, no papel da estudante Elena Tyler, pelo qual ganhou uma nomeação ao NAACP Image Awards como melhor atriz.
Tangi fez mestrado em Artes na Universidade da Califórnia e estudou no Royal National Theatre em Londres (Inglaterra). A partir daí, começou sua carreira profissional atuando em filmes independentes como "Tears of a Clown" e "Rhinos". Na televisão, fez participações na comédia "Arliss" e na série dramática "Michael Hayes". Seu papel mais marcante foi na série de TV da Warner Bros Felicity, onde deu vida a estudante de medicina Elena Tyler, amiga de Felicity (Keri Russell). A personagem de Tangi foi uma das únicas que ficou do começo ao fim da série, atuando em todas as suas temporadas.
No seu tempo livre, Tangi pratica ioga, lê poesias e ensina truques ao seu papagaio "Tekay". Tangi adora danças afro-caribenhas e gosta muito de viajar e conhecer outros países. Atualmente, ela mora em Los Angeles.

## Referencias
1. ↑  «Tangi Miller Biografia». Consultado em 17 de fevereiro de 2015
2. ↑  «Tangi Miller Awards». Consultado em 17 de fevereiro de 2015